# Željko Joksimović
Željko Joksimović (en serbio: Жељко Јоксимовић) es un cantante, compositor, arreglista, productor y multinstrumentista serbio que ha compuesto música para películas, series de televisión y espectáculos teatrales.

## Carrera

### Inicios
Željko Joksimović nació el 20 de abril de 1972 en Belgrado, en la ex Yugoslavia. Se crio en la ciudad de Valjevo. Su primer éxito internacional fue a la edad de 12 años, cuando ganó el título de primer acordeón de Europa en el prestigioso festival de música en París. Se graduó en la Universidad de Música de Belgrado en Filología y Pedagogía de la música y lanzó su carrera musical profesional en 1997. En 1998 ganó un concurso en el festival de la canción Mediterránea con la canción "Pesma Sirena", que dio lugar a oportunidades para actuar en más prestigiosos festivales de Bielorrusia. El músico serbio ganó el premio "Grand Prix" en dos festivales en el país.

## 1999-2004: Amajlija, Vreteno y 111
En 1999, Joksimović firmó con el sello local City Records, un sello discográfico propiedad de una estación de televisión privada serbia RTV Pink. El joven cantante fue promovido luego como artista folk y pop. Su primer álbum de estudio, titulado Amajlija, incluía "Pesma Sirena", junto con siete temas más. Su primer gran éxito fue con el sencillo "Telo Vreteno", escrito por él mismo y Dragan Brajić. La canción llegó al #1 en las listas de música pop de Serbia, y se hizo muy popular en otros países de la antigua Yugoslavia.
En el año 2000 Joksimović lanzó su segundo álbum de estudio Vreteno, nombre de una canción del álbum. Otros temas incluidos en el álbum "Rintam", "Gadura" y "Petak na subotu". Dos videos musicales fueron producidos para las canciones en este álbum.
111 fue lanzado en 2002, elevándose el número 1 en las listas de éxitos de Serbia y otros países de la región.
En 2003, Joksimović escribió la canción "Čija Si" para el cantante macedonio Toše Proeski, que lo llevó a ganar Beovizija - El festival de Serbia para la elección de un representante de la Canción de Eurovisión 2004 Eurovisión. Sin embargo, Toše Proeski no fue al concurso de ese año, representó a su país Macedonia con "Life" en 2004.

### Festival de Eurovisión 2004
Joksimović interpretó "Lane Moje" para Serbia y Montenegro en Estambul, Turquía.
Serbia y Montenegro, envío a un participante por primera vez al Festival Eurovisión de 2004, se decidió a través de la Evropesma local de 2004, un festival de música en Serbia y Montenegro. Joksimović ganó el concurso con "Lane Moje", compuesta por Željko mismo, junto con el letrista Leontina Vukomanovic.
En la semifinal, Joksimović fue primero. Sin embargo, en la final que quedó en segundo lugar detrás de la cantante ucraniana Ruslana, pero ganó El Macel Bezencon "premio de la Prensa" (Premio al Mejor Compositor). "Lane Moje" fue el sencillo más vendido en Serbia y Montenegro y otras partes de Europa durante muchos meses. En 2010 "Lane Moje" fue elegida la tercera mejor canción de la historía de Eurovisión.

### 2004-2007: Después de Eurovison, IV y Platinum Collection
Tras el éxito en el Concurso, el mismo año, Zeljko Joksimovic fundó MINACORD PRODUCTION. Desde entonces, trabaja y compone en su propio estudio. En mid-tempo compuso y lanza el sencillo "Ledja o Ledja", que ganó una gran popularidad en los países balcánicos. En 2005, una vez más, compuso una canción para la preselección nacional de Serbia y Montenegro-la selección para Eurovisión llamado Beovizija. Željko compuso la balada "Jutro" (Mañana), que se llevó a cabo por Jelena Tomasevic. La canción parecía bien situada, para llegar al Festival Eurovisión de 2005 en Kiev, después de haber surgido como el clasificado más alto de la preselección de Serbia, pero al final perdió. En octubre de 2005, compuso y realizó un dueto con la cantante austriaca Tamee Harrison. La canción se titulaba I Live my Life For You, que fue un éxito en toda Europa. en ese tiempo, Željko escribió su primera música para película. En cooperación con la productora Cobra compuso la música para la película Ivkova Slava. Ese mismo año lanzó su cuarto álbum de estudio "IV" o "Ima nešto u tom što me nećes". En este álbum cambió el estilo de música que era típico de él. Las canciones del álbum son baladas pop con algunos elementos folclóricos étnicos serbios. El CD vendió más de 800.000 copias en los países de la antigua Yugoslavia. En 2006, compuso para el Festival Eurovisión de 2006, la canción Lejla para Bosnia y Herzegovina, interpretada por Hari Mata Hari. La canción alcanzó el tercer lugar, que es la mejor posición alcanzado por Bosnia Herzegovina en el concurso. También ganó el prestigioso Premio al Mejor Compositor (COMPOSER AWARD 2006), otorgado a Željko por todos los compositores que participaron en ese festival. En 2007 lanzó su segunda compilación de grandes éxitos llamado Platinum Collection. El mismo año, frente a 18.000 personas Joksimović hizo un concierto donde cantó todos sus éxitos en el Arena de Belgrado.

### 2008-2012: Eurovisión y Ljubavi
A principios de 2008, Željko Joksimović compuso una canción, que fue interpretada por Jelena Tomašević en la final nacional de Serbia para la selección de canciones de Eurovisión, Beovizija 2008, llamada "Oro". La canción es una balada folk con elementos tradicionales serbios. Debido a que el Festival de Eurovisión 2007 ha sido ganado por Serbia, el concurso de ese año debía realizarse en Belgrado. El 24 de marzo de 2008 la RTS (Radio Televisión Serbia) anunció que, junto con la presentadora Jovana Janković (con quien se casaría en enero de 2012) serían los anfitriones del Festival de Eurovisión 2008, dándole dos funciones en el concurso. La canción de Tomašević alcanzó el 6 º lugar de los 25 países participantes.
Después de un año de pausa en la música, lanza su quinto álbum de estudio llamado Ljubavi (2009) con la producción de Minacord y City Records. "Ljubavi" es el nombre del primer sencillo del álbum. El sencillo tiene un gran éxito en Serbia y los países vecinos. A principios de 2010 lanzó el segundo sencillo del álbum llamado "Zena Za Sva Vremena".
El 12 de junio de 2010 él realizó su concierto más grande. Se llevó a cabo en el Estadio Asim Ferhatović Hase en Sarajevo, Bosnia y Herzegovina, con capacidad para 37.500, aunque la asistencia para los conciertos puede ser ampliada para llegar a cerca de 80.000, frente a los más de 40.000 personas.
Sale en 2011 el disco en vivo, tomado de la gira de "Ljubavi", llamado, "Od srca na dar", conteniendo 13 canciones, tomadas en Sarajevo, el año anterior, a través de Minarecord. Se suponía que iba a componer una canción para Irina Dorofejevu que representa a Bielorrusia en Eurovisión Song Contest 2011 en Düsseldorf, pero problemas con la organización de la televisión bielorrusa dan al traste con el proyecto.
En 2012 Željko representa a su país en el Festival de la Canción de Eurovisión 2012 que se celebra en Bakú tras ser elegido internamente por la RTS, interpretando la canción "Nije Ljubav Stvar".
Alcanza la tercera posición. A su vuelta a Belgrado anuncia que no volverá a presentarse más como cantante, aunque deja la puerta abierta a poder hacerlo como compositor.
Actualmente se encuentra terminando de grabar su próximo disco. Y continúa con su actuaciones a lo largo y ancho de los países ex-yugoslavos.

## Vida personal
El 20 de enero de 2012 Željko contrajo matrimonio con Jovana Janković en las Maldivas. Tiene una hija, Mina.
Joksimović es multilingüe, habla griego, inglés, ruso, polaco y francés, así como el serbio, su lengua nativa.

## Discografía

### Álbumes de estudio
- 1999 Željko Joksimović - Željko Joksimović [City Records]
- 2001 Željko Joksimović - Rintam [City Records]
- 2002 Željko Joksimović - III, album [City Records]
- 2003 Željko Joksimović - The Best Of (Najbolje pesme)  [City Records]
- 2005 Željko Joksimović - Ima nešto u tom što me nećeš/IV/ [City Records]
- 2005 Željko Joksimović & Tamee Harrison -I live my life for you (City Records)
- 2007 Željko Joksimović - The Platinum Collection [City Records]
- 2009 Željko Joksimović - Ljubavi [City Records]

### Álbum en vivo + DVD
- 2008 Željko Joksimović - Beogradska Arena Live [Minacord Records
- 2011 Željko Joksimović - Od srca na dar Minarecord Records

### Sencillos
- 2004 Željko Joksimović - Leđa o leđa [City Records]
- 2004 Željko Joksimović - Lane moje CD+DVD [PGP RTS]
- 2004 Željko Joksimović - Lane moje/Goodbye (maxisencillo) [Warner Music Group]
- 2005 Željko Joksimović & Tamee Harrison - I live my life for you [Warner Music]
- 2007 Željko Joksimović - Devojka  [Minacord]
- 2007 Željko Joksimović - Nije do mene [Minacord]

### Dúos
- 2002 Haris Džinović - Šta će meni više od toga
- 2005 Dino Merlin - Supermen
- 2005 Tamee Harrison - I Live My Life For You
- 2012 Samuel Cuenda -  " "Su Amor Me Venció"

### Bandas sonoras
- 2005 "Ivkova slava", (Željko Joksimović, Jelena Tomašević & Nikola Kojo) [Minacord - City Records]
- 2009 "Ranjeni Orao" [Minacord - City Records]

### Compilaciones
- 2007 Balkan Ethno Expirience (Music to relax the soul)
- 2007 "Mediterráneo" [Difference music]
- 2008 "Inspirations" [Compact Disc Club]

### Colaboraciones
- 2005 Nava Medina - Canción: Malah Shomer - Compositor: Zeljko Joksimovic
- 2006 Hari Mata Hari - Canción: Lejla - Compositor: Zeljko Joksimovic, Álbum: Lejla [BiH]
- 2008 Jelena Tomašević - Canción: Oro - Compositor: Zeljko Joksimovic, Álbum: Oro [PGP -RTS]
- 2008 Elefthería Arvanitáki - Canción: To Telos mas Des - Compositor: Zeljko Joksimovic, Album: Mirame Universal Music
- 2008 Melina Aslanidou - Canción: Poso - Compositor: Zeljko Joksimovic, Album: Best of - Sto dromo Sony BMG
- 2008 Canción: Nikola Tesla (Instrumental) - Compositor: Zeljko Joksimovic feat. Jelena Tomašević Álbum: balkan Routes vol. 1:Nikola Tesla[Protasis]

2007